# Discocalyx linearifolia
Discocalyx linearifolia är en viveväxtart som beskrevs av Adolph Daniel Edward Elmer. Discocalyx linearifolia ingår i släktet Discocalyx och familjen viveväxter. Inga underarter finns listade i Catalogue of Life.